# Billy Williams (Kameramann)
Billy Williams, OBE (* 3. Juni 1929 in Walthamstow; † 21. Mai 2025) war ein britischer Kameramann.

## Leben
Williams erlernte den Beruf des Kameramanns bei seinem Vater, der ebenso Billy hieß und Kameramann war. Während seines Militärdienstes bei der Royal Air Force arbeitete er als Fotograf. Nach Beendigung des Militärdienstes arbeitete er als Kameramann für Industriefilme, u. a. im Irak für die Irak Petroleum Company. In den 1960er Jahren arbeitete er als Werbefilmer und lernte Ken Russell und John Schlesinger kennen. 1965 drehte er seinen ersten Spielfilm als Kameramann und drehte 1967 mit Ken Russell Das Milliarden-Dollar-Gehirn. Für einen weiteren Ken-Russell-Film Liebende Frauen erhielt er 1971 seine erste Oscarnominierung. Eine zweite folgte 1982 für Mark Rydells Am goldenen See. Dieser Film war der letzte Film von Henry Fonda. Einen Oscar erhielt er schließlich 1983 für Richard Attenboroughs biografisches Epos Gandhi. In den Jahren 1975 bis 1977 war er der Präsident der British Society of Cinematographers.
Williams beendete seine aktive Karriere als Kameramann im Jahr 2000, danach widmete er sich der Malerei und lehrte an der National Film and Television School. Insgesamt war er an mehr als 40 Produktionen beteiligt. Im Jahr 2000 wurde er auf dem Festival für Kamerakunst Camerimage für sein Lebenswerk geehrt. 2001 erhielt er den International Achievement Award der American Society of Cinematographers. 2009 wurde er zum Officer of the British Empire (OBE) ernannt.

## Filmografie (Auswahl)
- 1965: Hilfe, Touristen! (San Ferry Ann)
- 1967: Das Milliarden-Dollar-Gehirn (Billion Dollar Brain)
- 1968: Trau keinem über 30 (30 Is a Dangerous Age, Cynthia)
- 1968: Teuflische Spiele (The Magus)
- 1969: Liebende Frauen (Women in Love)
- 1970: Tam-Lin
- 1971: Sunday, Bloody Sunday (Sunday Bloody Sunday)
- 1972: X, Y und Zee (Zee and Co.)
- 1972: Papst Johanna (Pope Joan)
- 1973: Die Nacht der tausend Augen (Night Watch)
- 1973: Die Glasmenagerie (The Glass Menagerie)
- 1973: Der Exorzist (The Exorcist)
- 1975: Der Wind und der Löwe (The Wind and the Lion)
- 1976: Reise der Verdammten (Voyage of the Damned)
- 1977: Des Teufels Advokat
- 1978: Dein Partner ist der Tod (The Silent Partner)
- 1979: Adlerflügel (Eagle's Wing)
- 1979: Die Rentner-Gang (Going in Style)
- 1980: Saturn-City (Saturn 3)
- 1981: Am goldenen See (On Golden Pond)
- 1982: Gandhi
- 1982: Monsignor
- 1983: Die Überlebenskünstler (The Survivors)
- 1985: Das wahre Leben der Alice im Wunderland (Dreamchild)
- 1985: Eleni
- 1987: Suspect – Unter Verdacht (Suspect)
- 1989: Der Regenbogen (The Rainbow)
- 1990: Stella
- 1992: Schatten des Wolfes (Agaguk)
- 1994: Der Ruf des Todes (Reunion)
- 1997: Driftwood – Tödliches Treibgut (Driftwood)
- 2000: Ljuset håller mig sällskap